# Сафоново (Мезенский район)
Сафоново — деревня в Мезенском районе Архангельской области Российской Федерации. Входит в состав Быченского сельского поселения. До 2015 года была административным центром Сафоновского сельского поселения.

## География
Сафоново расположено на самом востоке Мезенского района, на правом берегу реки Пёза, выше устья речки Шумихин, вытекающей из озера Шумихинское (Сиговое). Западнее деревни находится аэродром Сафоново, ниже по течению Пёзы находится деревня Елкино.

## Население
| 2002 | 2010 | 2012 |
| ---- | ---- | ---- |
| 207  | ↘113 | ↗149 |

Численность населения деревни, по данным Всероссийской переписи населения 2010 года, составляла 113 человек.

### Карты
- [mapq38.narod.ru/map1/index083.html Топографическая карта Q-38-83,84. Сафоново]
- Сафоново на карте Wikimapia
- Сафоново. Публичная кадастровая карта